# Alan Hranitelj
Alan Hranitelj, slovenski kostumograf, * 3. marec 1968, Zagreb. 
Alan Hranitelj, slovenski kostumograf, se je rodil 3. marca 1968 v Zagrebu, kjer je obiskoval šolo za uporabno umetnost in oblikovanje (Škola primijenjene umjetnosti i dizajna). Od sredine osemdesetih let živi in dela v Sloveniji. Po vabilu D. Živadinova in sodelovanju v njegovi predstavi Krst pod Triglavom leta 1986 je nadaljeval svojo profesionalno pot v Ljubljani. Njegovo ustvarjanje sestavljajo gledališka, operna in filmska kostumografija ter maska, posveča pa se tudi oblikovanju oblek, oblačil in dodatkov. Sodeluje z različnimi domačimi  in tujimi gledališči ter z najvidnejšimi slovenskimi gledališkimi, filmskimi in video režiserji (Mateja Koležnik, Valentina Turcu, Vinko Möderndrofer, Vito Taufer, Meta Hočevar, Eduard Miler, Diego de Brea, Matjaž Berger, Franci Burger, Matjaž Zupančič, Miran Zupančič,...). 
Njegov dosedanji opus šteje 373 kostumografij in sodelovanj pri različnih projektih; od tega 186 gledaliških kostumografij, 14 opernih, 7 kostumografij za klasični balet, 27 za sodobne plesne predstave, 15 filmskih in televizijskih kostumografij, sodeloval je pri 51 samostojnih in skupinskih razstavah,  oblikoval je 32 kostumografij za različne dogodke in za 26 televizijskih reklam, med drugim je oblikoval uniforme za 11 razlčnih podjetij ter oblikoval kostumografijo za Cirque du Soilel.
Njegova dela so uvrščena v 4 stalne umetniške zbirke (Narodni muzej Slovenije, Slovenski etnografski muzej, Muzej Moderne umetnosti Ljubljana in Pokrajinski muzej Maribor).
Za svoje ustvarjanje je do sedaj prejel 24 domačih ter tujih priznanj.
Njegovo izvirno, vidno estetizirano ter avtorsko prepoznavno oblikovanje mnogokrat nadgrajuje tudi lastnoročna izdelava.  Alan Hranitelj je predstavil svoje delo na številnih samostojnih in skupinskih razstavah v Sloveniji ter tujini. Med najbolj odmevne sodijo razstava v Muzeju Moderne umetnosti Ljubljana leta 1991, v galeriji Equrna leta 1993 (Torbica & 12 klobukov) in v Mestni galeriji leta 1995 (Kostumografija 1991–1995). Leta 2006 je pripravil pregledno razstavo svojih del v Mednardonem grafičnem likovnem centru Ljubljana in ob tem predstavil obsežno monografijo z naslovom Kostumografija 1986 - 2006. Leta 2009 je ob njegovi odmevni razstavi Jesen - Zima 2009 v Narodnem muzeju v Ljubljani izšla njegova druga knjiga. V tujini so najbolj odmevale njegova predstavitev in razstava v Köbenhavnu, evropski kulturni prestolnici leta 1996, razstava v Kulturnem centru Nansen Aranjo v brazilskem mestu Belo Horizonte leta 1997 in  predsavitev njegovega ustvarjanja leta 2000 v Millenium Domu v Londonu.
Alana Hranitelja je poleti 2007 k sodelovanju povabilo kanadsko gledališče spektakla Cirque du Soleil; zanj je pripravil kostume za predstavo Zarkana, ki je doživela premiero junija 2011 v radio City Music Hall v New Yorku. Od novembra 2012 do 30. 04. 2016 je predstava neprekinjeno igrala v Aria Resort v Las Vegasu v Ameriki.